# Генріх V Залізний
Генріх V Залізний (1312/1321 — 13 квітня 1369) — князь Жаганський (1342—1369), з 1344 року спадковий ленник чеської корони. З 1349 року володів половиною Глогува, а з 1363 року — частиною Сцинави.

## Біографія
Представник сілезької лінії польської династії П'ястів. Єдиний син Генріха IV (1291/1292 — 1342), князя Жаганського (1309—1342), і Матильди Бранденбурзької (пом. 1323).
6 вересня 1337 року Генріх V Залізний одружився з Анною Мазовецькою (бл. 1324—1363), донькою князя Вацлава Плоцького (1293—1336) і Елізабет Литовської (бл. 1302—1364), донькою великого князя литовського Гедиміна. Подружжя мали в шлюбі п'ять дітей.
Політичний досвід Генріх здобув ще з батьком, беручи участь у переговорах з дядьком, князем Яном Сцинавським у 1341 році, який продав Генріху Вірному місто Всхови з округою. Через рік, у січні 1342 року, після смерті свого батька Генріха IV Вірного Генріх V успадкував Жаганьське князівство.
Генріх отримав прізвисько «Залізний» через шалену прямолінійність та жорстокість. Після смерті свого батька він спробував здійснювати політику з відновлення земель, які були втрачені при його батькові Генріху IV Вірному.
У 1343 році Генріх V відмовився платити данину чеській короні і спробував підпорядкувати своїй владі все місто Глогув, яке було захоплено королем Чехії Яном Люксембурзьким після смерті його дядька Пшемка в 1331 році. Чеський король Карл IV Люксембурзький з військом змушений був прибути до Глогува для відновлення своєї влади.
Одночасно (у 1343 році) польський король Казимир III Великий, скориставшись внутрішніми негараздами в Сілезії, захопив і приєднав до своїх володінь Всховську землю. В подальшому конфлікті з Польщею на боці князя Генріха Залізного виступили його дядька, князі Конрад Олесницький та Ян Сцинавський. Незважаючи на поразку під стінами Сцинави від військ Конрада Олесницького, польський король Казимир Великий зміг утримати Всховську землю під своїм контролем.
Генріх V Залізний, не в силах чинити опір переважаючим силам польського короля, відправив до Казимира Великого послання, в якому просив у нього перемир'я. Польські війська покинули межі Жаганського князівства, а в таборі польських військ відбулася зустріч між Казимиром III і Генріхом Залізним. Польський король повернув князю Генріху Жаганському захоплені під час конфлікту території, крім Всховскої землі.
Конфлікт з Польщею завадив Генріху Залізному чинити подальший опір Люксембурзької династії. 7 червня 1344 року було укладено мирну угоду між Генріхом Залізним і чеським королем Карлом Люксембурзьким, який передав першому половину Глогувського князівства. Однак фактично передача цих володінь відбулася тільки в 1349 році в обмін на те, що князь жаганський Генріх Залізний 23 листопада приніс в Празі оммаж короля Чехії Карлу Люксембурзьким.
В 1344 році князь Жаганьський Генріх Залізний брав участь в політиці Люксембурзької династії, а в 1345 році, коли почалася війна між Чехією і Польщею через Сілезію, князь Жаганьський підтримав свого сюзерена, намагаючись одночасно відновити свою владу над Всховою.
Як васал чеської корони Генріх V також брав участь у численних дипломатичних заходах та акціях німецького імператора і короля Чехії Карла IV Люксембурзького. 1 вересня 1347 року він був присутній на коронації Карла в Празі, в 1349 році перебував у свиті Карла Люксембурзького під час поїздок в Авіньйон і Ахен, в 1355 році супроводжував Карла під час італійської експедиції та імператорської коронації у Римі.
У 1351 році за вірну службу німецький король Карл IV Люксембурзький подарував Генріху Залізному князівство померлого князя Болеслава III Плоцького (шурина Генріха), батько якого, князь Вацлав Плоцький, ще в 1329 році приніс присягу на вірність чеському королю Янові Люксембурзькому. Однак польський король Казимир Великий захопив більшу частину Плоцького князівства, не допустивши жаганьського князя Генріха Залізного у Мазовію.
У 1356 році Генріх Залізний разом з князем Миколою Зембицьким брав участь у дипломатичній місії до Константинополя, звідки взяв участь у прощі до Палестини.
Після повернення на батьківщину князь Жаганьський розширив свої володіння. Він купив (головним чином, у свого дядька Яна Сцинавського) Новоґруд-Бобжанський, Ричень, половину Сцинави і область між річками Барич і Одрою, яка називалася Мендзижеч. Наступним придбанням Генріха Залізного стала половина Гури-Сленськи, яка була включена до складу князівства після смерті його дядька Яна Сцинавського, померлого між 1361 і 1365 роками. Претензії другого дядька, князя Конрада Олесницького, були задоволені сумою в розмірі 600 гривень срібла.
У 1360 році сталося несподіване погіршення взаємин з королем Чехії Карлом IV Люксембурзьким. Однією з причин стало зближення чеського короля з князем Свидницьким Болеславом II Малим. Карл Люксембурзький погодився передати половину Глогува Констанції Свидницькій, вдові князя Пшемко Глогувського. У 1361 році Констанція прийняла чернецтво і передала вдові уділ своєму старшому братові, князю Свидницькому Болеслава II Малому. Князь Жаганьський Генріх V Залізний, який володів другою частиною Глогувського князівства, прагнув об'єднати під своєю владою все Глогувське князівство. Генріх V втратив всі свої надії на відновлення єдності Глогувського князівства. Незабаром він почав відвідувати Краків і уклав союз з королем Польщі Казимиром III Великим. Для того, щоб зміцнити цей союз, було укладено політичний шлюб між дочкою Генріха V Ядвігою і королем Казимиром III. Після свого одруження Казимир Великий збільшував свій вплив у Сілезії, а князь Жаганський здобув могутнього покровителя і союзника. Весілля відбулася 25 лютого 1363 року у Всхові, церковною церемонією керував єпископ познанський Ян з Лютогнева.
Генріх V Залізний, князь Жаганьський, вважався добрим господарем, хоча джерела відзначали його надмірну строгість у відносинах з підданими. Не мав добрих відносин, ні з церквою, ні з дворянством. Зокрема, Генріх Залізний мав погані відносини з орденом августинців у Жагані, з яким велися постійні суперечки. Різні ексцеси і витівки князя приводили в лють його васалів, які навіть його викрали і замкнули в підвалі костелу Святого Якова в Глогуві. Лише випадковість допомогла Генріх вийти з ув'язнення. У 1367 році в результаті запалення очей Генріх Залізний позбувся зору.
Генріх Залізний гпомер від пневмонії 13 квітня 1369 року, він був похований у костелі августинців в Жагані.

## Родина
Дружина — Анна Мазовецька (бл. 1324—1363), донька князя Вацлава Плоцького (1293—1336) і Єлизавети Гедимінівни (бл. 1302—1364), доньки великого князя литовського Гедиміна.
Діти:
- Генріх VI Старий (бл. 1345—1393) — князь Жаганьський і Глогувський
- Ганна (бл. 1350—1405) — дружина з 1361 року князя Яна I Ратиборгсько-Опавського (бл. 1332—1380/1382)
- Ядвіга (бл. 1350—1390) — 1-й чоловік з 1363 року король Польщі Казимир III Великий (1310—1370), 2-й чоловік з 1372 року князь Руперт I Легницький (1343—1409)
- Генріх VII Румпольд (бл. 1350—1395) — князь Жаганьсько-Глогувський
- Генріх VIII Врубель (бл. 1357—1397) — князь Жаганьсько-Глогувський.